# Praça Ladbroke

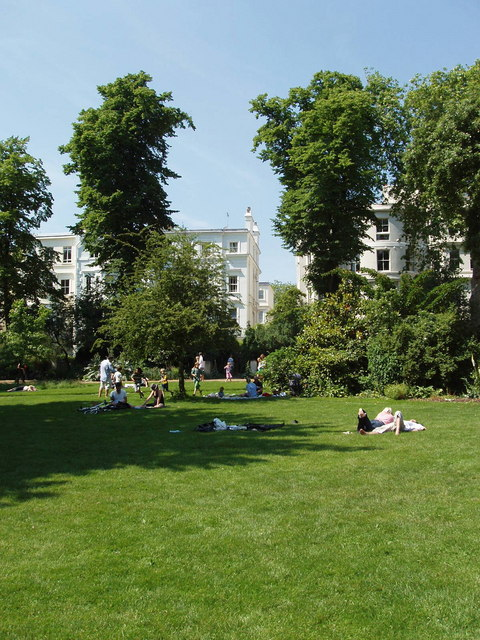
Vista dos jardins da praça Ladbroke.

A Praça Ladbroke (em inglês:  Ladbroke Square) é uma praça verde em Notting Hill, oeste de Londres, Reino Unido.

## História
O parque foi originalmente o lugar para um autódromo, criado por John Whyte em 1837, mas não obteve sucesso. A área foi projetada e desenvolvida na década de 40. Um plano concedido em 1849 pelo arquiteto Thomas Allason mostra os jardins como eles são atualmente.

## Jardins
Os jardins formam o maior de dezesseis jardins históricos de Ladbroke Estate. Cercada por grades, há árvores maduras nos jardins e uma longa caminhada em linha reta ao longo do lado norte, junto com outros caminhos de curvas. O jardim de três hectares só está aberta a residentes locais.